# Mirzadeh Eshghi
 (décembre 2016).
Si vous disposez d'ouvrages ou d'articles de référence ou si vous connaissez des sites web de qualité traitant du thème abordé ici, merci de compléter l'article en donnant les références utiles à sa vérifiabilité et en les liant à la section « Notes et références ».
Mirzadeh Eshghi ou Eshqi  (en persan میرزاده عشقی)  Sayed Mohammad Reza Kordestani (10 décembre 1894 - juillet 1924) est un poète iranien.

## Biographie
Il apprit le français à l’Alliance française de Téhéran.
Il chanta l’opéra اپرای رستاخیز شهریاران (Rastâkhize Shahriyârâne; La résurrection des rois de l’Iran), qui reflétait son esprit patriotique, en visitant Bagdad, Musel et Tisfoun, ou « Ctésiphon » qui est une ville antique sur le Tigre, fondée par les Arsacides « Parthes » (c 250 av. J.-C. à 226 après J.-C.) et le palais du roi Sassanide, Khosro II (591-628).
Il publia le journal قرن بیستم (Gharne bistom , Vingtième siècle) dans lequel il attaquait par ses articles le système politique et la situation culturelle et sociale de l’Iran.
Ses poèmes dramatiques سه تابلو مریم (Seh tâbloe Maryam, Les trois tableaux de Maryam dits Idéal et aussi sa poésie intitulée احتیاج (Ehtiyâj«, Dénuement, pauvreté) sont très célèbres[réf. nécessaire].
Il a été assassiné en juillet 1924 par deux inconnus. Il fut enterré au cimetière Ebnebâbouyé à Rey, une ville de la province de Téhéran.